# Jaburg Glacier
Il Ghiacciaio Jaburg (in lingua inglese: Jaburg Glacier) è un vasto ghiacciaio antartico che fluisce in direzione ovest tra il Dufek Massif e i Cordiner Peaks, nei Monti Pensacola, in Antartide. 
Il ghiacciaio è stato mappato dall'United States Geological Survey (USGS) sulla base di rilevazioni e foto aeree scattate dalla U.S. Navy nel periodo 1956-67.
La denominazione è stata assegnata dall'Advisory Committee on Antarctic Names (US-ACAN) in onore di Conrad J. Jaburg (1931-2015), luogotenente della U.S. Navy e pilota di elicotteri presso la Stazione Ellsworth nell'inverno del 1957.